# Granulat (Pharmazie)
Das Granulat ist eine Arzneiform, die aus trockenen und festen Körnern besteht. Dabei stellt jedes Korn ein Agglomerat aus Pulverpartikeln dar. Granulate werden meist zur Tablettierung oder zum Füllen von Kapseln verwendet. Des Weiteren können sie vor oraler Einnahme in Wasser oder einer anderen geeigneten Flüssigkeit gelöst oder dispergiert werden. Auch zur direkten peroralen Applikation sind sie geeignet. Durch weitere Verarbeitungsschritte wie das Auftragen verschiedener funktioneller Überzüge, Zugabe von Geschmackskorrigenzien oder Farbstoffen lassen sich die Eigenschaften von Granulaten weiter modifizieren. Weitere Anforderungen an Granulate (zum Tablettieren) sind eine einheitliche Größe, eine hohe Gleitfähigkeit und Festigkeit, eine geringe Restfeuchte von 3 bis 5 % und ein maximaler Pulveranteil von 10 %.

## Arten

### Nach Europäischem Arzneibuch 10.0
Nach Europäischem Arzneibuch werden folgende Granulate unterschieden:
- Brausegranulate: Sind nicht überzogen und enthalten sauer reagierende Substanzen sowie Carbonate oder Hydrogencarbonate. Zu den sauer reagierenden Substanzen zählen beispielsweise Citronensäure und Weinsäure, wobei diese in fester Form verwendet werden müssen. Die aziden Stoffe reagieren mit den Carbonaten und bilden Kohlensäure, die schnell in Wasser und CO2 zerfällt. {\displaystyle {\ce {HCO3- + H+ -> H2CO3 -> H2O +CO2}}}

- Überzogene Granulate: Der Überzug kann die Freisetzung beeinflussen. Gründe zum Überziehen sind unter anderem der Schutz des Arzneistoffes und die verbesserte Patienten-Compliance (Geschmack- und Geruchmaskierung).

- Granulate mit veränderter Wirkstofffreisetzung: Sie können überzogen oder nicht überzogen sein. Aufgrund der Formulierung können gezielt der Ort der Freisetzung, die Geschwindigkeit und der Zeitpunkt modifiziert werden. Hier wird unterteilt in verlängerte und verzögerte Wirkstofffreisetzung.

- Magensaftresistente Granulate: Sind Granulate mit veränderter Wirkstofffreisetzung, die im Magensaft beständig sind und ihren Wirkstoff erst im Darm freisetzen.

### Unterteilung anhand physikochemischer Eigenschaften
Für eine Klassifizierung anhand der physikochemischen Eigenschaften eines Granulates eignen sich am besten die interpartikulären Brücken innerhalb des Granulates, die zum Zusammenhalt führen. Hierbei unterscheidet man: Kohäsive interpartikuläre Bindungen, Flüssigkeitsbrücken und Feststoffbrücken.
Die kohäsiven interpartikulären Bindungen beruhen zum Teil auf Coulombschen Wechselwirkungen zwischen geladenen Pulverpartikeln. Außerdem kann durch das formschlüssige Verhaken einzelner, nicht sphärischer Partikel, eine sehr gute Bindung generiert werden. Des Weiteren können kohäsive interpartikuläre Bindungen durch Wassersorptionshüllen zwischen einzelnen Partikeln gebildet werden. Diese Wassersorptionshüllen und die daraus entstehenden Kräfte sind durch die Oberflächenspannung des Wassers erklärbar.
Die Flüssigkeitsbrücken werden durch Kapillarflüssigkeiten in Partikelporen ausgebildet. Die Partikelfestigkeit ist durch kapillare Haftkräfte der genannten Kapillarflüssigkeiten begründet. Flüssigkeitsbrücken treten auch als Vorstufe bei der Feuchtgranulierung auf. Feststoffbrücken werden durch Eindringen des klebstoffhaltigen Bindemittels, wie beispielsweise Polyvinylpyrrolidon oder HPMC, in die oberflächlichen Kapillarporen und nachfolgendem Austrocknen erzeugt. Somit werden zwischen den einzelnen Pulverpartikeln sogenannte Klebstoffbrücken gebildet. Eine andere Möglichkeit stellt das Anlösen der obersten Partikelschicht mit einem geeigneten Lösungsmittel, wie Wasser oder wässrig-organischen Gemischen, dar. Durch nachfolgende Verdunstung des Lösungsmittels mittels Trocknung entstehen kristalline Brücken zwischen einzelnen Partikeln. Solche Granulate, die durch Anlösen der Partikeloberfläche entstehen, werden auch Krustengranulate genannt.

## Pellets
Pellets stellen eine besondere Form von Granulaten dar. Im Vergleich zu herkömmlichen Granulaten sind Pellets annähernd kugelförmig und weisen dadurch verhältnismäßig bessere Fließeigenschaften auf. Dies liegt unter anderem an der geringeren Haftreibung, aufgrund der verkleinerten Oberfläche im Verhältnis zum Partikelvolumen.
Pellets werden hauptsächlich in einem Wirbelschichter oder mit Hilfe eines Spheronizers hergestellt. Auch die Herstellung mit einem Pelletierteller wird in seltenen Fällen durchgeführt.
Pellets können in Kapseln abgefüllt werden. Nicht selten finden sich in einer Kapsel verschieden verarbeitete Pellets, wodurch eine gewünschte Wirkstofffreisetzung erreicht werden kann. Beispielsweise zerfallen unbehandelte Pellets sofort im Magen, mit Retardüberzügen versehene Pellets in der gleichen Kapsel geben ihren Wirkstoff mit gleichbleibender Geschwindigkeit über einen längeren Zeitraum frei. Vermehrt werden Pellets mittlerweile zu sogenannte MUPS-Tabletten (Multiple Unit Pellet System) verpresst.

## Herstellung
Die Herstellung von Granulaten kann grob in zwei Verfahren unterteilt werden. Aufbau- und Abbaugranulierung. Darüber hinaus kann die Abbaugranulierung in Feucht- und Trockengranulierung eingeteilt werden.

### Abbaugranulierung
Bei der Abbaugranulierung wird das Pulver durch Feuchtigkeit beziehungsweise Druck aggregiert. Durch den Abbau werden sie dann auf eine spezifische Korngröße zerteilt.

#### Feuchtgranulierung
Dabei wird bei der abbauenden Feuchtgranulierung zunächst eine teigartige, homogene Masse hergestellt, die anschließend in die Granulate zerkleinert wird. Diese besteht aus verschiedenen Wirk- und Hilfsstoffen, wie unter anderem Geschmackskorrigenzien, Füllstoffe, Farbstoffe, Zerfallsbeschleuniger und der Granulier-Flüssigkeit. Die Granulier-Flüssigkeiten bestehen entweder aus gelösten Klebstoffen oder einem wässrig-organischen Lösungsmittelgemisch. Klebstoffgranulate sind in der Regel stabiler als Krustengranulate, da sich bei der Trocknung Bindemittelbrücken erhärten, welche eine relativ hohe Elastizität aufweisen.
Klebstoffe zur Herstellung von Klebstoffgranulaten sollen nicht toxisch sein und keine eigene pharmakologische Wirkung entfalten. Außerdem muss eine Inkompatibilität mit den eingesetzten Inhaltsstoffen ausgeschlossen werden.
Gängige Klebstoffe für die Herstellung von Klebstoffgranulaten sind:
- Polyvinylpyrrolidone – ein vollsynthetisches Bindemittel, welches kalt verarbeitet werden kann.
- Celluloseether – halbsynthetische Bindemittel, wie beispielsweise Hypromellose
- Gelatine – wird als natürliches Bindemittel heutzutage eher seltener verwendet. Zum einen muss Gelatine zur Herstellung der Klebstofflösung erwärmt werden, was ihren Einsatz aufwendiger gestaltet. Darüber hinaus wird wegen verschiedener ethischer und religiöser Hintergründe Gelatine heutzutage seltener eingesetzt.

Dabei entstehen die sogenannten Klebstoffgranulate.
Die mit dem Einsatz von Lösungsmitteln hergestellten Granulate werden als Krustengranulate bezeichnet. Verwendete Lösungsmittel sind hierbei v. a. Wasser, Ethanol-Wasser-Mischungen und Isopropanol. Um ein Krustengranulat erstellen zu können, muss sich zumindest ein Teil des zu granulierenden Stoffes in der Flüssigkeit lösen, damit an der Partikeloberfläche eine konzentrierte Lösung mit Klebkraft entstehen kann. So werden die Partikel miteinander verbunden und beim Verdampfen der Flüssigkeit entsteht eine solide Kruste.
Die hergestellte Grundmasse wird im Anschluss mit Hilfe geeigneter Geräte und verschiedener Techniken zu den Granulaten zerkleinert. Hierbei kann zwischen Lochscheiben-, Press- und Schüttelgranulaten unterschieden werden. Eine weitere Möglichkeit ist die anschließende Weiterverarbeitung zu Pellets mit Hilfe eines Spheronizers.
Danach werden die Lösemittel der Granulierflüssigkeiten mittels Hordentrockner, in Vakuumtrockenschränken oder durch Mikrowellen entfernt.

#### Trockengranulierung
In der abbauenden Trockengranulierung werden Granulate durch Kompaktierung des Pulvers mittels Druckanwendung erzeugt. Dazu werden entweder Walzenkompaktoren oder in seltenen Fällen Tablettenpressen eingesetzt. Das erzeugte Pressgut wird danach auf die gewünschte Größe weiter verkleinert.
Vorteile insbesondere gegenüber der Feuchtgranulierung sind u. a. ein geringerer Zeitaufwand, dass keine Energie zum Trocknen aufgebracht werden muss und dass keine Lösungsmittel zurückgewonnen werden müssen. Zudem ist dieses Verfahren besonders zum Verarbeiten hydrolyseempfindlicher Wirkstoffe geeignet.

### Aufbaugranulierung
Bei der Aufbaugranulierung werden die Granulate direkt aus Pulverpartikeln hergestellt. Es kann in Partikelaufbau oder Partikeleinlagerung unterschieden werden. Der Partikelaufbau, also das Ausbilden größerer Agglomerate erfolgt durch das Besprühen von z. B. Pulverpartikeln mit feststoffhaltiger Lösung und anschließendem Verdunsten der Flüssigkeit. Dadurch reichert sich Feststoff auf der Partikeloberfläche an, wobei zwar die Masse bzw. das Volumen der Partikel vergrößert wird, die Anzahl der Partikel jedoch konstant bleibt. Bei der Partikeleinlagerung werden die Partikel zuerst mit einer Flüssigkeit benetzt. Anschließend werden die Flüssigkeitsfilme während des Granulierungsprozesses z. B. durch Druck immer näher aneinandergepresst, bis diese agglomerieren, sich also vereinigen. Während hierbei ebenfalls die Masse bzw. das Volumen der Partikel vergrößert wird, sinkt die Partikelanzahl durch das Vereinigen.
Die Aufbaugranulierung kann durch unterschiedliche Geräte erfolgen. Hierzu kann beispielsweise ein Wirbelschichter verwendet werden. Dabei werden Pulverpartikel in einem Luftstrom verwirbelt und mit einer Granulierflüssigkeit besprüht. Die Pulverpartikel lagern sich hierbei zu Agglomeraten zusammen, welche durch den andauernden Luftstrom getrocknet werden. Des Weiteren können Granulate mit High-shear-Mixern hergestellt werden. Diese funktionieren nach dem Rotor-Stator-Prinzip mit einer niedrigen Drehzahl. Aus der Bauweise resultieren hohe Scherkräfte, die zu kleinen Partikeln führen. Der High-shear-Mixer ist zusätzlich mit einem seitlich angebrachten Zerhacker versehen, welcher für die Zerkleinerung zu großer Agglomerate sorgt. In einem High-shear-Mixer wird zu Verarbeitungsbeginn das Pulver eingebracht. Die Granulier-Flüssigkeit wird über die Prozessdauer mit einer Intervallpumpe (Schlauchquetschpumpe) zugeführt. Durch die hohen Scherkräfte und die Reibung an der Gerätewand entstehen gleichmäßige Granulatagglomerate.
Zur Herstellung von Pellets kann ein Pelletierteller verwendet werden, wobei das Material durch die Drehbewegung des Tellers nach oben befördert und parallel mit Granulier-Flüssigkeit besprüht wird. Durch die Abrollbewegung und gleichzeitiges Besprühen mit der Granulierflüssigkeit entstehen gleichmäßige und runde Pellets. Die Größe der Pellets kann dabei durch Schrägstellung des Tellers variiert werden.

## Vor- und Nachteile
Granulate verfügen über bessere Fließeigenschaften als Pulver, was vor allem für eine anschließende Tablettierung von Vorteil ist. Begründet liegt dies in den geringeren Adhäsionskräften zwischen den einzelnen Granulatkörnern, aufgrund der kleineren Oberfläche im Verhältnis zum Volumen, verglichen zu Pulvern. Pellets weisen aufgrund ihrer sphärischen Form eine noch bessere Fließeigenschaft auf.
Granulate weisen durch die verbesserten Fließeigenschaften eine höhere Dosiergenauigkeit auf. Eine hohe Dosiergenauigkeit ist beispielsweise beim Tablettiervorgang von großer Relevanz, um eine gleichmäßige und reproduzierbare Befüllung der Matrize der Tablettenpresse zu gewährleisten. Als Matrize bezeichnet man die Form der Tablettenpresse, in welche das Tablettiergut eingefüllt und im Anschluss verpresst wird.
Durch das Granulieren kommt es zu weniger Entmischungsprozessen und somit weniger Dosierungsungenauigkeiten, da die Granulate aus einem homogenen Pulvergemisch bestehen. Die aus Granulaten resultierenden Tabletten besitzen im Regelfall eine höhere mechanische Festigkeit als Tabletten, die generell direkt aus Pulvern gepresst werden. Erklärbar ist dies durch die rauen, unebenen Oberflächen der Granulate und die dadurch entstehende Verzahnung der Körner untereinander. Ein weiterer Vorteil besteht in der verminderten Staubkontamination, wodurch „Cross-Contamination“ verringert wird. Als nachteilig anzusehen sind der hohe Arbeitsaufwand und die damit verbundenen höheren Produktionskosten im Vergleich zur Direkttablettierung. Darüber hinaus sind feuchtigkeits- und wärmeempfindliche Arzneistoffe für das Verfahren der Granulierung nur eingeschränkt einsetzbar.